# Hesperhys
Hesperhys — вимерлий рід свиновидих. Скам'янілості представляють міоцен США (18 колекцій). Види: Hesperhys antiquus, Hesperhys vagrans.